# Saint-Brandan
Saint-Brandan (bretonisch: Sant-Vedan; Gallo: Saent-Medan) ist eine französische Gemeinde mit 2.285 Einwohnern (Stand: 1. Januar 2022) im Département Côtes-d’Armor in der Region Bretagne; sie gehört zum Arrondissement Saint-Brieuc und ist Teil des Kantons Plélo. Die Einwohner werden Brandanais(es) genannt.

## Geographie
Umgeben wird Saint-Brandan von den Nachbargemeinden Le Fœil im Norden und Nordwesten, Plaine-Haute im Norden, Plaintel im Osten, Plœuc-L’Hermitage mit L’Hermitage-Lorge im Süden, Lanfains im Westen und Südwesten sowie Quintin im Westen und Nordwesten.
Durch die Gemeinde führt die frühere Route nationale 790 und die Bahnstrecke Saint-Brieuc–Pontivy.

## Bevölkerungsentwicklung
| 1962 | 1968 | 1975 | 1982 | 1990 | 1999 | 2008 | 2016 |
| 1839 | 1741 | 1706 | 2032 | 2184 | 2240 | 2219 | 2398 |